# ویاچسلاو پوزدنیاکوف
ویاچسلاو پوزدنیاکوف (روسی: Вячеслав Владимирович Поздняков؛ زادهٔ ۱۷ ژوئن ۱۹۷۸) ورزشکار شمشیربازی اهل روسیه است.
وی در مسابقات کشوری و بین‌المللی در مجموع برندهٔ ۱ مدال برنز شده‌است.